# Norges Håndballforbund
Norges Håndballforbund (kurz NHF) ist der nationale Sportverband für den Handballsport in Norwegen. Der 1937 gegründete Verband hat seinen Sitz beim Ullevaal-Stadion in Oslo. Er ist Dachverband für 714 Vereine (Stand: 31. Dezember 2011), die sich auf sieben Regionen verteilen. Etwa zwei Drittel seiner über 107.000 Mitglieder sind weiblich, da Handball sich in Norwegen von Beginn an als Frauensportart etablierte.
Der NHF ist einer von etwa 54 Sportfachverbänden des norwegischen Sportverbandes, Norges idrettsforbund og olympiske og paralympiske komité, sowie Gründungsmitglied der Internationalen Handballföderation (IHF) von 1946 und deren europäischen Kontinentalverband, dem EHF von 1991.

## Geschichte
Während zunächst nur ein durch Fußball geprägtes Handballspiel an Schulen ausgeübt wurde, gewann der ernsthaft betriebene Handballsport in Norwegen erst nach dem olympischen Handball-Turnier von 1936 in Berlin an Bedeutung. Im darauffolgenden Jahr, als am 2. Mai 1937 die Gründung von Norges Håndballforbund erfolgte, wurde Handball lediglich in zwei Vereinen gespielt: im Sportsklubben Arild sowie im Ullern skiklubb aus Oslo-Ullern. Um die Bekanntheit der Sportart im Land zu fördern, wurde zuvor am 11. Oktober 1936 ein Spiel in einer Osloer Tennishalle organisiert, bei dem zwei Mannschaften gegeneinander antraten, die aus dem schwedischen Erfolgsverein Redbergslids IK gebildet wurden. Das Spiel begeisterte sowohl die 200 Zuschauer als auch anwesende Presseleute, die im Handball einen „wirklichen Massensport, vor allem für Mädchen und Damen,“ sahen. Noch vor den Männern wurde 1938 die erste norwegische Handballmeisterschaft für Frauen veranstaltet, bei der das Team von Nordstrand Idrettsforening aus Oslo als Gewinner hervorging. Ein Jahr später gewann die Mannschaft des Osloer Vereins Sportsklubben Arild die erste Meisterschaft der Herren. Eine der zentralen Figuren, die mithalf, Handball als Frauensportart in Norwegen zu etablieren, war die Spitzensportlerin Laila Schou Nilsen. Eine weitere zentrale Rolle nahmen die norwegischen Medien ein, die bereits 1939 titelten, mit „Handball, dem Fußball der Frauen“ (Urd), „endlich den richtigen Sport für Frauen“ (Tidens Tegn) gefunden zu haben.
Mit dem Aufkommen des Fernsehens Anfang der 1960er Jahre bot sich eine weitere Möglichkeit, die Popularität des zunehmend kommerzialisierten Handballsports im Land zu steigern. Dabei stellte anfangs für den ansonsten reklamefreien Sender NRK, der bis zur Einführung des Privatfernsehens das Rundfunkmonopol besaß, die Trikotwerbung der Vereine ein Problem dar. Den Feldhandball, der in Norwegen im Gegensatz zu beispielsweise Deutschland stets im 7er-Team gespielt wurde, gab der Verband bereits 1955 zugunsten des Hallenhandballs auf.

## Norges Håndballforbund als Gastgeber der Handball-WM und EM
1993 war Norwegen erstmals Austragungsort der Handball-Weltmeisterschaft der Frauen. Ein zweites Mal fand diese WM zusammen mit Dänemark 1999 statt. Das Land war auch Gastgeber der Handball-Europameisterschaft der Männer 2008 und ist es zusammen mit Österreich und Schweden 2020. Mit Dänemark richtet(e) es 2010 und 2020 die Handball-Europameisterschaften der Frauen aus. In Larvik wurde zudem die Beachhandball-Europameisterschaft der Männer 2009 veranstaltet.

## Größte Erfolge
- Die norwegische Männer-Handballnationalmannschaft gewann als einzige Medaille bei Weltmeisterschaften, Europameisterschaften und Olympischen Sommerspielen  eine Silbermedaille bei der Handball-Weltmeisterschaft der Männer 2017 in Frankreich.
- Die norwegische Frauen-Handballnationalmannschaft gewann dreimal den WM-Titel: 1999 in Dänemark und Norwegen, 2011 in Brasilien und 2015 in Dänemark. Achtmal holte sich das Team den Titel Europameister: 1998 in den Niederlanden, 2004 in Ungarn, 2006 in Schweden, 2008 in Mazedonien, 2010 in Dänemark und Norwegen, 2014 in Ungarn und Kroatien, 2016 in Schweden und 2020 in Dänemark. Als Olympiasieger ging die Mannschaft 2008 in Peking und 2012 in London hervor.

## Regionalverbände
Norges Håndballforbund ist in sieben Regionen aufgeteilt:
| - Region Innlandet mit Sitz in Lillehammer - Region Midt-Norge mit Sitz in Trondheim - Region Nord mit Sitz in Tromsø - Region Øst mit Sitz in Strømmen, Skedsmo | - Region Sør mit Sitz in Drammen - Region Sørvest mit Sitz in Stavanger - Region Vest mit Sitz in Bergen |